# Modelagem dimensional
Modelagem dimensional é uma técnica de projeto lógico normalmente usada para data warehouses que contrasta com a modelagem entidade-relacionamento. Segundo o prof. Kimball, a modelagem dimensional é a única técnica viável para bancos de dados que devem responder consultas em um data warehouse. Ainda segundo ele, a modelagem entidade-relacionamento é muito útil para registro de transações e para fase de administração da construção de um data warehouse, mas deve ser evitada na entrega do sistema para o usuário final.
A modelagem multidimensional foi definida sobre dois pilares:
- Dimensões Conformados
- Fatos com granularidade única.

Dimensões conformados diz respeito a entidade que servem de perspectivas de análise em qualquer assunto da organização. Uma dimensão conformada  possui atributos conflitantes com um ou mais data-marts do data warehouse.
Por grão de fato entende-se a unidade de medida de um indicador de desempenho. Assim, quando fala-se de unidades vendidas, pode-se estar falando em unidades vendidas de uma loja em um mês ou de um dado produto no semestre. Obviamente, esse valores não são operáveis entre si.
A modelagem multidimensional visa construir um data warehouse com dimensões conformados e fatos afins com grãos os mais próximos possíveis.
Esse tipo de modelagem tem dois modelos MODELO ESTRELA (STAR SCHEMA) e MODELO FLOCO DE NEVE (SNOW FLAKE).
- Modelo Estrela: Mais simples de entender, nesse modelo todas as dimensões relacionam-se diretamente com a fato.
- Modelo Floco de Neve: Visa normalizar o banco, esse modelo fica mais complicado do analista entender, nele temos dimensões auxiliares.